# Карликовые лемуры
Карликовые лемуры (лат. Cheirogaleidae) — семейство подотряда мокроносых приматов. Включает крысиных и мышиных лемуров. Как и все лемуры, это семейство является эндемичным для Мадагаскара.

## Классификация
База данных Американского общества маммологов (ASM Mammal Diversity Database) признаёт 5 родов карликовых лемуров, объединяющих 42 вида:
- Род Allocebus — Волосатоухие лемуры
  - Allocebus trichotis — Волосатоухий лемур
- Род Cheirogaleus — Крысиные лемуры
  - Cheirogaleus andysabini
  - Cheirogaleus crossleyi
  - Cheirogaleus grovesi
  - Cheirogaleus lavasoensis
  - Cheirogaleus major — Крысиный лемур, или крысиный маки
  - Cheirogaleus medius — Толстохвостый лемур
  - Cheirogaleus minusculus
  - Cheirogaleus shethi
  - Cheirogaleus sibreei
  - Cheirogaleus thomasi
- Род Microcebus — Мышиные лемуры
  - Microcebus arnholdi
  - Microcebus berthae
  - Microcebus bongolavensis
  - Microcebus boraha
  - Microcebus danfossi
  - Microcebus ganzhorni
  - Microcebus gerpi
  - Microcebus griseorufus
  - Microcebus jollyae
  - Microcebus jonahi
  - Microcebus lehilahytsara
  - Microcebus macarthurii
  - Microcebus mamiratra
  - Microcebus manitatra
  - Microcebus margotmarshae
  - Microcebus marohita
  - Microcebus mittermeieri
  - Серый мышиный лемур (Microcebus murinus)
  - Карликовый мышиный лемур (Microcebus myoxinus)
  - Золотистобурый мышиный лемур (Microcebus ravelobensis)
  - Коричневый мышиный лемур (Microcebus rufus)
  - Microcebus sambiranensis
  - Microcebus simmonsi
  - Microcebus tanosi
  - Microcebus tavaratra
- Род Mirza
  - Mirza coquereli — Карликовый лемур Кокерела, или мышиный лемур Кокерела
  - Mirza zaza
- Род Phaner — Вильчатополосые лемуры
  - Phaner electromontis
  - Phaner furcifer — Вильчатополосый лемур, или вилколобый мышиный лемур, или развилколобый фанер, или валуви
  - Phaner pallescens
  - Phaner parienti